# Plaine sous-vosgienne
La Plaine sous-vosgienne, parfois appelé piémont vosgien, est une appellation utilisée pour caractériser les plaines situées à proximité des Vosges, principalement en Lorraine mais également en Alsace.

## Histoire
Le concept de la Plaine sous-vosgienne comme région particulière se trouve déjà dans l'époque du Directoire.
Vers 4000 av. J.-C. la plaine sous-vosgienne et la Vôge sont colonisées par des peuplades venues de la vallée du Danube, qui deviennent rapidement sédentaires.

## Définition
En Lorraine, part du département de Meurthe-et-Moselle, la Plaine sous-vosgienne est limitée par le Blâmontois et la région de Baccarat et s'étend jusqu’au Vittellois ; elle est traversée par la vallée de la Moselle.
En Alsace, cette région est localisée en Alsace bossue.

## Géologie
Le sous-sol de cette région est constitué d'argiles, de grès, de calcaires dolomitiques, de gypse, de sel....
Le sol argileux de la plaine, dont témoigne la présence de nombreux ruisseaux, a permis l'activité de la poterie dans cette région. Il a aussi favorisé la construction de maisons à colombage, l'argile servant de matériau de remplissage entre les pans de bois.
Les sols calcaires donnaient traditionnellement lieu à la culture céréalière, mais cette dernière a été remplacée au cours des années 1950 par l'élevage laitier.
Les sols gréseux sont recouverts de forêts.